# Daniel Christoph Reidenitz
Daniel Christoph Reidenitz (auch: Reidnitz, Reibnitz; * 23. Dezember 1760 in Legitten im Landkreis Labiau; † 8. April 1842 in Königsberg) war ein deutscher Jurist.

## Leben
Er war der Sohn des Pastors von Legitten Johann Ludwig Reidenitz († 1770) und dessen Frau Regine Friederike, Tochter des Königsberger Professors der Theologie David Vogel (1674–1736). Er hatte die Domschule in Königsberg besucht und begann 1776 ein Studium der Rechtswissenschaften an der Universität Königsberg. Am 27. März 1788 hatte er seine Inauguraldissertation De theoria generali praesumtionis gehalten und wurde daraufhin zum Doktor der Rechte promoviert. Noch im selben Jahr begann er Privatvorlesungen an der Universität zu halten, wurde 1789 außerordentlicher Professor der Rechte in Königsberg und 1790 vierter ordentlicher Professor. Am 24. März 1792 hatte man ihn zum Assessor der ostpreußischen Regierung ernannt, 1796 stieg er in die dritte ordentliche Professur der Rechte auf, wurde 1802 zweiter ordentlicher und 1803 erster ordentlicher Professor der Rechte.
Er war einer der Hochschullehrer von E. T. A. Hoffmann, der sich zum Wintersemester 1791/92 immatrikuliert hatte. Teilweise wurde er als der wichtigste von Hoffmanns Lehrern an der Albertus-Universität Königsberg bezeichnet. Diese Auffassung dürfte in der bisher erklärten Rigorosität nicht mehr haltbar sein. Es wurde nach der Veröffentlichung der kommentierten Vorlesungsverzeichnisse nachgewiesen, das Theodor Schmalz einen vergleichbaren Einfluss gehabt haben dürfte.
1803 erschien seine einzig bedeutende Schrift Naturrecht nach Kant (Königsberg 1803) und er wurde Kanzler der Hochschule. Er hatte sich auch an den organisatorischen Aufgaben der Königsberger Hochschule beteiligt. So war er in den Sommersemestern 1803 sowie 1807 und im Wintersemester 1807/08 Rektor der Alma Mater. In den Sommersemestern 1811, 1813, 1817, 1821, 1823 und 1829 war er Prorektor. Genauso wie er im Ansehen der Königsberger Hochschule gestiegen war, erkannte man dies auch in der königlich preußischen Regierung an. So wurde er 1796 zum ostpreußischen Regierungsrat ernannt, 1812 zum Tribunalsrat, 1822 zum Oberjustizrat und am 1. Januar 1840 mit dem Titel Geheimer Oberjustizrat in den Ruhestand versetzt.